# 박진만
박진만(朴鎭萬, 1976년 11월 30일 ~ )은 전 KBO 리그 SK 와이번스의 내야수이자, 전 KBO 리그 삼성 라이온즈의 감독이다.
인천고를 졸업하고 현대 유니콘스에 입단, 데뷔 때부터 팀의 주전 유격수로 활약했다. 현대 유니콘스에서 팀을 4차례 한국시리즈 우승으로 이끌었다. 2010년 시즌 후 SK 와이번스로 이적해 5년 동안 활동했다. 유격수 부문 골든 글러브를 5회 수상했다. 2016년 시즌 후 수비코치로 7년만에 삼성 라이온즈로 복귀했으나 2023 시즌부터 대한민국 축구 국가대표팀 전 감독인 위르겐 클린스만에 비견될 정도로 지도력에 논란이 뒤따르고 있다. 그러나 이듬해인 2024 시즌 들어서 작년 시즌의 문제점을 피드백하고 개선하는 모습을 보이면서 삼성이 9년만에 한국시리즈까지 진출에 성공하였고 작년의 문제점을 잘 상쇄하는 데 성공하였다.

## 선수 시절

### 현대 유니콘스시절
1996년에 인천고등학교를 졸업하고 계약금 2억 8,000만원의 조건으로 입단했다. 입단 첫 해인 1996년부터 팀의 주전 유격수로 활약했는데, 주로 하위 타선으로 출장해 2할대 타율로 준수한 성적을 거뒀다. 그러나 이듬해 1997년에 풀 타임으로 출장해서 1할대 타율을 기록해 혹독한 2년차 징크스를 겪었고, 1998년에도 빈약한 타격을 보였다. 그러나 꾸준히 출장하며 타격은 자연히 향상해 1999년에 2할대 중반을 기록했고, 이듬해 2000년에 2할대 타율을 기록했다. 2000년에 병역 비리 사건에 연루됐으며, 그의 아버지와 담당 의사는 불구속 기소됐고, 그는 재검 처분을 받았다. 그러나 곧바로 시드니 올림픽 야구 국가대표팀에 발탁돼 동메달을 획득해 병역 면제를 받았다.
이듬해 2001년에는 유격수로서 3할 타율, 22홈런을 쳐 자신의 데뷔 후 최고 성적을 기록했다. 2002년 시즌에는 타격이 크게 부진했으나 2003년과 2004년에 2할 8푼대 타율을 꾸준히 기록해 유지했다. 그는 이 팀에서 우승을 4번 경험했다.

### 삼성 라이온즈시절
2004년 한국시리즈에서 우승한 후 FA 자격을 얻어 4년간 39억원에 FA 계약을 맺고 이적했다. 입단 당시에는 기대주였으나 부상과 병역 비리 등으로 별 활약을 보이지 못한 투수 이정호를 그의 보상 선수로 현대 유니콘스에 보냈다. 심정수에 대해서는 보상 선수를 받지 않았고, 보상금만 지급했다. 그러나 2005년에는 시즌 전부터 부상이 겹쳐 시즌 중반에 겨우 복귀했고, 이 해 2할대 중반 타율을 기록했다. 이 때 그를 대신해 김재걸이 유격수를 맡았다. 이듬해 2006년에 부상에서 완치돼 풀 타임 출장을 했는데, 공-수에서 뛰어난 활약을 보여 2006년 한국시리즈 2연패에 기여했고 MVP에 선정됐다. 2009년 시즌에는 주장으로 선임됐으나 잦은 부상으로 76경기 출전에 그쳐 시즌 후 강봉규에게 넘겼다. 2010년에도 부상 후유증으로 부진해 46경기 출전에 그쳤다. 주전 유격수 자리를 김상수에게 넘기며 출장 경기 수가 줄었고, 2루수나 3루수로 출장했다. 이러한 이유로 그는 팀과 결별하기로 결심했고 시즌 후 방출을 요청해 2010년 11월 11일에 보류 명단에서 제외됐다.

### SK 와이번스시절
방출 후 여러 구단에서 영입을 시도했으나 당시 주전 유격수였던 나주환의 공익근무요원 입소로 인한 전력 공백이 생긴 팀에서 가장 적극적으로 영입을 시도했고, 때마침 그의 고향이 인천이라는 점이 맞물려 계약했다. 2011년 4월 28일에 서재응에게 140km/h대의 직구 사구를 맞고 부상을 입었고 재활 후 종종 1루수로 출전했다.
2014년부터 팀의 전 주장이었던 정근우가 FA를 통해 이적하자 선수단 내에서 투표를 실시했고, 최종 후보인 조인성을 두 표차로 앞서 팀의 주장을 맡았다.
2014년 4월 12일 삼성과의 경기에서 우측 무릎 십자인대 파열으로 약 6개월 동안 재활했다.
2014 시즌 후 FA 자격을 얻었으나 FA 신청을 하지 않고 25% 삭감된 1억 5,000만원에 재계약했다. 2015년 9월 10일 한화전에서 몸에 맞는 볼로 출루한 뒤 다음 타자 타격 때 1루로 귀루하는 과정에서 무릎 부상을 입었다. 그 이후 재활에 매진했으나 2,000경기 출장까지 단 7경기를 남기고 은퇴를 선언했다.

## 야구선수 은퇴 후
2016년부터 SK 와이번스의 수비보조코치로 선임돼 당시 수비코치였던 후쿠하라 미네오를 보좌했다. 하지만 시즌 후 일신상의 이유로 사임했다.
2016년 시즌 후 SK 와이번스에서 사임했고, 강봉규, 정현욱과 함께 삼성 라이온즈의 코치로 합류했고, 2021년 시즌 후 삼성 라이온즈의 2군 감독으로 임명됐다.
2022년 8월 1일 당시 감독이었던 허삼영이 팀 최다 연패인 13연패를 기록하며 성적 부진으로 사퇴하자, 감독 대행으로 선임됐다. 2군 감독은 최태원 수석코치가 대행을 맡는다. 감독 대행을 맡을 당시에는 선발 라인업을 다양하게 선보이며 팬들의 이목을 끌었고, 내야수 강한울을 2022년 후반기에 각성시켰다.
2022 시즌 후 정식 감독으로 승격되었다.

## 출신 학교 및 학력
- 인천청천초등학교(전학) → 인천서화초등학교
- 상인천중학교
- 인천고등학교 (1년 간 유급)

## 별명
- 2006년 WBC 4강, 2008년 베이징 올림픽 금메달 등 국제 큰 활약을 하며 '국민 유격수'라고 불렸다.

## 수상
- 2000년 ~ 2001년, 2004년, 2006년 ~ 2007년 골든 글러브 유격수 부문 수상
- 2006년 KBO 한국시리즈 최우수 선수

## 대한민국 야구 국가대표팀 경력
- 2000년 하계 올림픽 야구 국가대표팀
- 2002년 아시안 게임 야구 국가대표팀
- 2006년 제 1회 WBC 야구 국가대표팀
- 2008년 하계 올림픽 야구 국가대표팀

## 응원가

### 삼성 라이온즈시절
- 원곡 : 연가

박진만을 (박진만을) 사랑해요 (사랑해요) 삼성의 박진만 사랑해요

### SK 와이번스시절
- 원곡 : 뷰티풀

와이번스의 박진만~ 박진만~ 
 시간이 지나도 대한민국 최고 유격수! 
 SK 와이번스 박진만~ 최고의 박진만~
박진만~ 박진만~ 
 시간이 지나도 대한민국 최고 유격수! 
 SK 와이번스 박진만~ 최고의 박진만~

## 등번호

### 선수 시절
- '7' (1996년 ~ 2004년, 현대 유니콘스 / 2005년 ~ 2010년, 삼성 라이온즈 / 2011년 ~ 2015년, SK 와이번스)[12]

### 코치 및 감독 시절
- '74' (2016년, SK 와이번스)
- '79' (2017년 ~ 2022년, 삼성 라이온즈)
- '70' (2023년 ~ 현재, 삼성 라이온즈)

## 에피소드
- 심정수와 함께 2003년 ~ 2004년 현대 유니콘스 시절과 2005년 ~ 2006년 삼성 라이온즈 시절 총 4시즌 연속으로 한국시리즈 우승을 경험했다. 이 기록은 1986년부터 1989년까지 4시즌 연속 우승한 KIA 타이거즈 (당시 해태) 이후 처음 달성한 기록이다.

## 통산 기록
| 연 도           | 소 속           | 나 이           | 출 장 | 타 석 | 타 수 | 득 점 | 안 타 | 2 루 타 | 3 루 타 | 홈 런 | 타 점 | 도 루 | 도 실 | 볼 넷 | 삼 진 | 타 율 | 출 루 율 | 장 타 율 | O P S | 루 타 | 병 살 타 | 몸 맞 | 희 타 | 희 플 | 고 4 |
| --------------- | --------------- | --------------- | ----- | ----- | ----- | ----- | ----- | ------- | ------- | ----- | ----- | ----- | ----- | ----- | ----- | ----- | -------- | -------- | ----- | ----- | -------- | ----- | ----- | ----- | ---- |
| 1996            | 현대            | 21              | 115   | 406   | 361   | 49    | 102   | 21      | 2       | 6     | 38    | 11    | 7     | 20    | 55    | .283  | .333     | .402     | .734  | 145   | 5        | 7     | 18    | 0     | 0    |
| 1997            | 현대            | 22              | 112   | 398   | 351   | 29    | 65    | 11      | 0       | 5     | 29    | 7     | 5     | 20    | 62    | .185  | .245     | .259     | .504  | 91    | 6        | 8     | 18    | 1     | 1    |
| 1998            | 현대            | 23              | 123   | 375   | 330   | 36    | 67    | 17      | 0       | 4     | 33    | 8     | 3     | 18    | 50    | .203  | .253     | .291     | .544  | 96    | 4        | 6     | 15    | 6     | 0    |
| 1999            | 현대            | 24              | 128   | 459   | 395   | 50    | 104   | 21      | 2       | 3     | 42    | 5     | 6     | 36    | 63    | .263  | .334     | .349     | .684  | 138   | 9        | 7     | 19    | 2     | 2    |
| 2000            | 현대            | 25              | 129   | 477   | 420   | 67    | 121   | 30      | 4       | 15    | 58    | 0     | 5     | 36    | 76    | .288  | .350     | .486     | .836  | 204   | 9        | 6     | 11    | 4     | 0    |
| 2001            | 현대            | 26              | 122   | 449   | 383   | 72    | 115   | 13      | 0       | 22    | 63    | 9     | 6     | 47    | 65    | .300  | .380     | .507     | .886  | 194   | 13       | 4     | 12    | 3     | 0    |
| 2002            | 현대            | 27              | 126   | 466   | 401   | 47    | 88    | 24      | 0       | 12    | 57    | 2     | 5     | 47    | 85    | .219  | .306     | .369     | .675  | 148   | 6        | 5     | 9     | 4     | 2    |
| 2003            | 현대            | 28              | 129   | 515   | 421   | 68    | 119   | 26      | 0       | 16    | 48    | 6     | 5     | 55    | 66    | .283  | .379     | .458     | .838  | 193   | 14       | 13    | 22    | 4     | 0    |
| 2004            | 현대            | 29              | 129   | 506   | 434   | 65    | 124   | 18      | 0       | 17    | 69    | 6     | 3     | 48    | 67    | .286  | .365     | .445     | .810  | 193   | 10       | 9     | 10    | 5     | 2    |
| 2005            | 삼성            | 30              | 85    | 333   | 281   | 34    | 70    | 16      | 0       | 7     | 44    | 5     | 2     | 32    | 47    | .249  | .343     | .381     | .723  | 107   | 8        | 9     | 9     | 2     | 0    |
| 2006            | 삼성            | 31              | 115   | 452   | 382   | 54    | 108   | 22      | 1       | 11    | 65    | 10    | 6     | 56    | 74    | .283  | .380     | .432     | .812  | 165   | 6        | 7     | 2     | 5     | 0    |
| 2007            | 삼성            | 32              | 100   | 400   | 333   | 35    | 104   | 25      | 0       | 7     | 56    | 5     | 3     | 53    | 38    | .312  | .408     | .450     | .858  | 150   | 5        | 4     | 5     | 5     | 2    |
| 2008            | 삼성            | 33              | 104   | 391   | 332   | 28    | 81    | 12      | 3       | 5     | 38    | 5     | 4     | 44    | 50    | .244  | .335     | .343     | .679  | 114   | 9        | 3     | 9     | 3     | 0    |
| 2009            | 삼성            | 34              | 76    | 258   | 223   | 22    | 57    | 11      | 0       | 6     | 29    | 2     | 1     | 25    | 31    | .256  | .333     | .386     | .719  | 86    | 8        | 3     | 3     | 4     | 0    |
| 2010            | 삼성            | 35              | 46    | 161   | 131   | 14    | 31    | 5       | 1       | 1     | 14    | 1     | 2     | 24    | 27    | .237  | .354     | .313     | .667  | 41    | 1        | 1     | 3     | 2     | 0    |
| 2011            | SK              | 36              | 100   | 340   | 282   | 42    | 79    | 18      | 0       | 6     | 39    | 6     | 5     | 34    | 44    | .280  | .363     | .408     | .771  | 115   | 6        | 5     | 15    | 4     | 2    |
| 2012            | SK              | 37              | 57    | 161   | 138   | 12    | 29    | 7       | 1       | 5     | 19    | 3     | 1     | 14    | 27    | .210  | .281     | .384     | .665  | 53    | 2        | 0     | 8     | 1     | 0    |
| 2013            | SK              | 38              | 100   | 326   | 276   | 25    | 69    | 14      | 1       | 3     | 24    | 3     | 4     | 37    | 47    | .250  | .346     | .341     | .686  | 94    | 6        | 5     | 5     | 3     | 0    |
| 2014            | SK              | 39              | 19    | 35    | 32    | 3     | 8     | 1       | 0       | 0     | 2     | 0     | 1     | 2     | 8     | .250  | .294     | .281     | .575  | 9     | 0        | 0     | 1     | 0     | 0    |
| 2015            | SK              | 40              | 78    | 162   | 133   | 12    | 33    | 5       | 0       | 2     | 14    | 0     | 2     | 23    | 21    | .248  | .375     | .331     | .706  | 44    | 3        | 4     | 2     | 0     | 1    |
| KBO 통산 : 20년 | KBO 통산 : 20년 | KBO 통산 : 20년 | 1993  | 7070  | 6039  | 764   | 1574  | 317     | 15      | 153   | 781   | 94    | 76    | 671   | 1003  | .261  | .342     | .394     | .736  | 2380  | 130      | 106   | 196   | 58    | 12   |

## 가족 관계
- 아버지 : 박치민 (상업)
- 어머니 : 이경삼
- 자녀 : 2남 1녀 중 장남
- 배우자 : 고영미 (2003 ~ )